# ユゼフ・ポニャトフスキ
ユゼフ・アントニ・ポニャトフスキ（波: Józef Antoni Poniatowski, 1763年5月7日 - 1813年10月19日）は、ポーランド・リトアニア共和国の貴族、オーストリア軍の将校、のちナポレオン1世の下で将軍として活躍し元帥となった軍人である。フランス語名はジョゼフ・アントワーヌ・ポニャトウスキ（Joseph Antoine Poniatowski）。

## 生涯

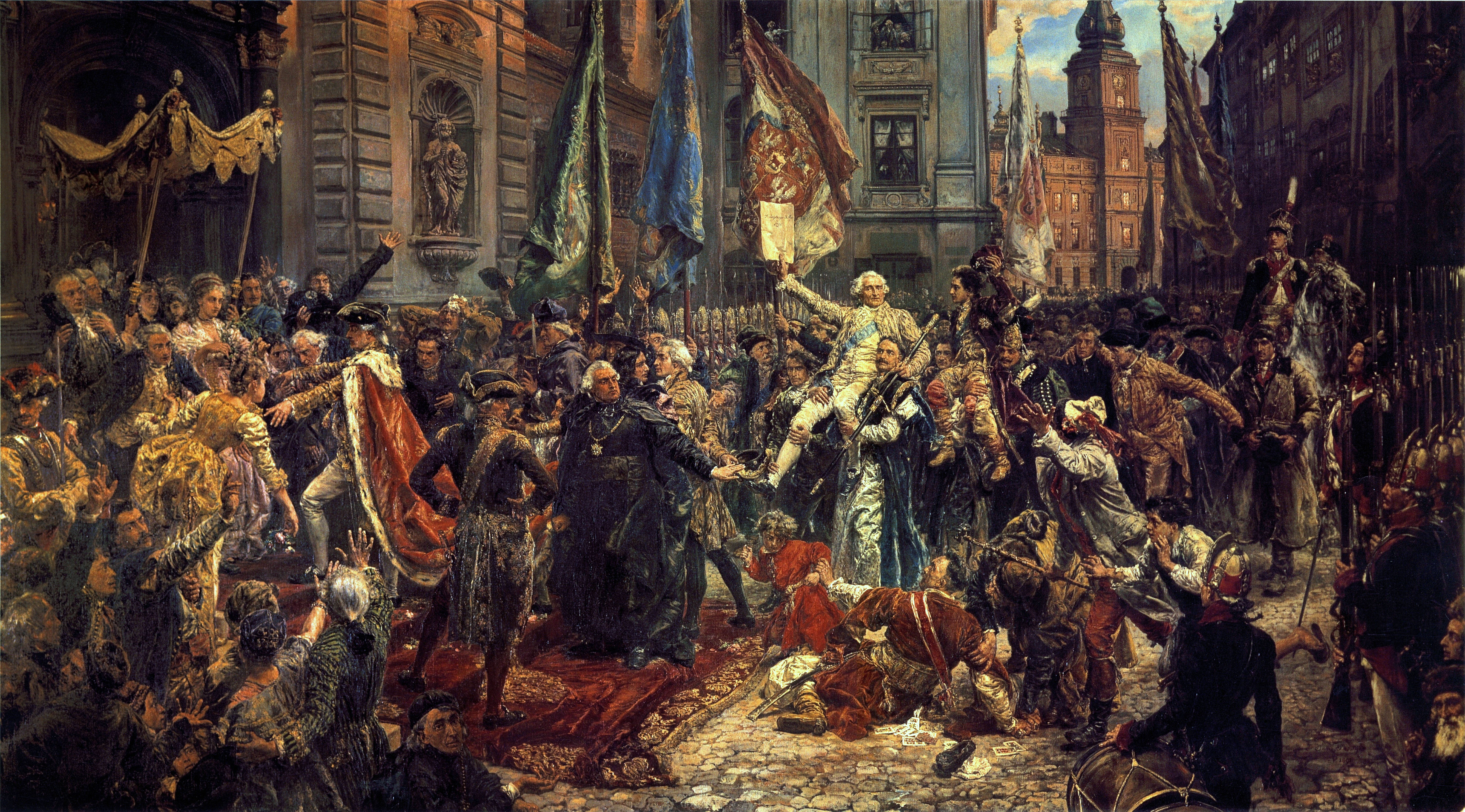
ポーランド5月3日憲法公布のシーン。
右端の馬上の人物が若きユゼフ・ポニャトフスキ。
左のほうの黒帽子と赤マントの人物が伯父でポーランド国王のスタニスワフ2世アウグスト。

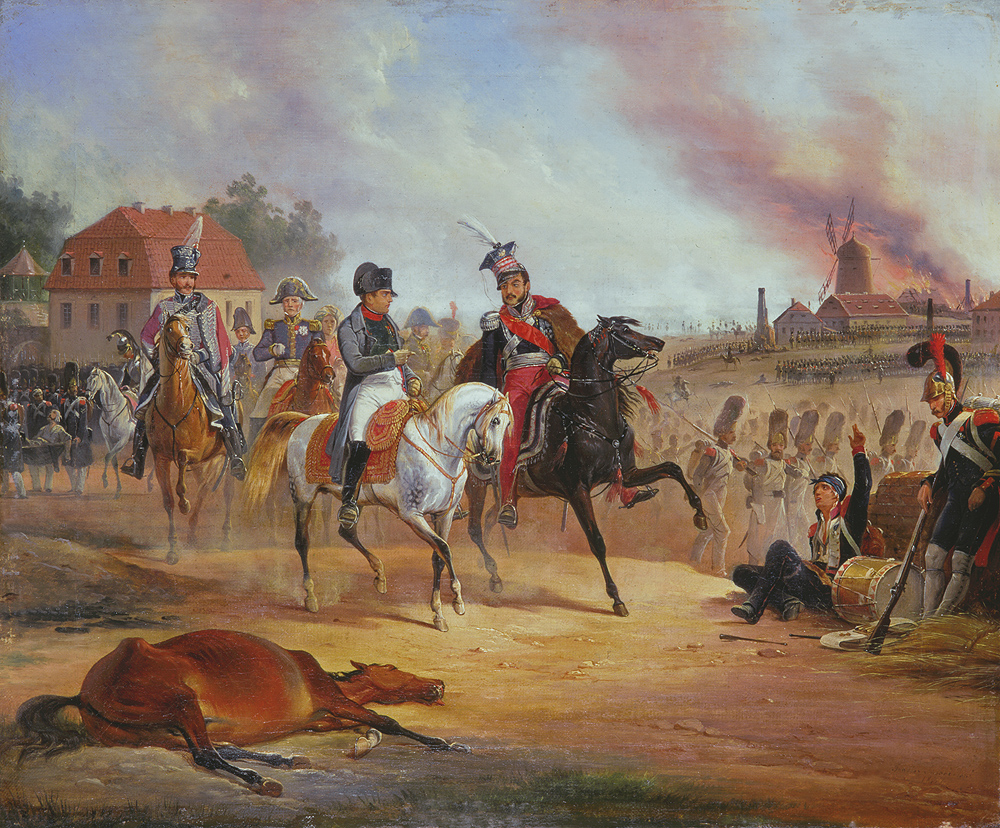
ライプツィヒのナポレオンとポニャトフスキ。

ユゼフ・ポニャトフスキは1763年、ウィーンに生まれた。ポニャトフスキ家はシュラフタの家系で、祖父スタニスワフはスウェーデン王カール12世に仕えたのちポーランドに帰り、クラクフ城代になった軍人であった。父アンジェイはオーストリアの将軍であった。さらに、ポーランド・リトアニア共和国最後の国王スタニスワフ2世アウグストが父の兄であったため、一族とともに大公（プリンス）の称号を与えられた。
はじめオーストリアで軍務に就き、オスマン帝国との戦闘にも従軍する。1789年、伯父の請いにより祖国に帰ってポーランド陸軍少将となるが、オーストリア・ロシア帝国・プロイセン王国によるポーランド分割を防げなかった。
1806年、ナポレオンがプロイセンをイエナ・アウエルシュタットの戦いで破るのを見て、祖国を再興してくれると思い、ポーランド軍を率いてナポレオンの指揮下に入る。翌1807年、ナポレオンがワルシャワ公国を建国すると、ポニャトフスキはその名目上の軍司令官になった。
1809年、オーストリアとの戦役で、ワルシャワを一時的に占領されるも奪回し、逆にポーランドの旧領クラクフの占領に成功する。
ボロディノの戦いでポニャトフスキのポーランド軍団は勇戦したが、ナポレオンがロシア遠征に失敗するとワルシャワ公国の存在も危うくなり、敵側になびくポーランド人も多かったが、ポニャトフスキはナポレオンを裏切らなかった。1813年、自ら13,000のポーランド軍を組織し、リュッツェンの戦いに参加した。ライプツィヒの戦いの最中にフランス元帥に叙せられ、その3日後にライプツィヒからのフランス軍の退却を殿軍として支援して奮戦したが、自らは渡河中に溺死した。

## その他
- 池田理代子の漫画『天の涯まで ポーランド秘史』で主人公となっている。
- 26元帥の1人であるため、パリのブルヴァール・デ・マレショーにはポニャトフスキの名前を冠した通りがある。